# Roland Berland
Roland Berland, nacido 26 de febrero de 1945 en Saint-Laurent-de-la-Salle, es un ciclista francés que fue profesional de 1967 a 1980. Tras su retirada fue director deportivo de 1981 a 1986.

## Palmarés
1970
- 1 etapa de la Vuelta al País Vasco

1972
- Campeonato de Francia en Ruta

1973
- París-Bourges

1977
- 1 etapa del Tour de Tarn

1978
- 1 etapa del Tour de Corse

1979
- Campeonato de Francia en Ruta

## Resultados en las grandes vueltas
| Carrera         | 1968 | 1969 | 1970 | 1971 | 1972 | 1973 | 1974 | 1975 | 1976 | 1977 | 1978 | 1979 | 1980 |
| --------------- | ---- | ---- | ---- | ---- | ---- | ---- | ---- | ---- | ---- | ---- | ---- | ---- | ---- |
| Giro de Italia  | 70.º | -    | -    | -    | -    | -    | -    | -    | -    | -    | -    | -    | -    |
| Tour de Francia | -    | 53.º | 77.º | 37.º | 40.º | 28.º | 33.º | -    | 72.º | 33.º | -    | -    | -    |
| Vuelta a España | -    | -    | -    | -    | -    | -    | -    | -    | -    | -    | 44.º | -    | -    |
| Mundial en Ruta | -    | -    | -    | -    | -    | -    | -    | -    | -    | -    | -    | -    | -    |

-: no participa

Ab.: abandono